# Popis hrvatskih veleposlanika u Nizozemskoj
Republika Hrvatska i Kraljevina Nizozemska održavaju diplomatske odnose od 11. veljače 1992. Sjedište veleposlanstva je u Den Haagu.

## Veleposlanici
Veleposlanstvo Republike Hrvatske u Kraljevini Nizozemskoj osnovano je odlukom predsjednika Republike od 10. svibnja 1995.
| Veleposlanik                | Postavljenje       | Opoziv             | Sjedište  |
| --------------------------- | ------------------ | ------------------ | --------- |
| Janko Vranyczany Dobrinović | 30. rujna 1992.    | 7. studenoga 1995. | Bruxelles |
| Branko Salaj                | 8. studenoga 1995. | 15. svibnja 1997.  | Den Haag  |
| Jakša Muljačić              | 15. svibnja 1997.  | 31. srpnja 2003.   | Den Haag  |
| Frane Krnić                 | 15. rujna 2003.    | 15. siječnja 2009. | Den Haag  |
| Josip Paro                  | 25. veljače 2009.  | 30. travnja 2010.  | Den Haag  |
| Vesela Mrđen Korać          | 19. siječnja 2011. | 30. lipnja 2015.   | Den Haag  |
| Andrea Gustović-Ercegovac   | 5. listopada 2015. |                    | Den Haag  |

## Vanjske poveznice
- Nizozemska na stranici MVEP-a